# Часновцы
Часновцы (укр. Часнівці) — село в Козелецком районе Черниговской области Украины. Население 625 человек. Занимает площадь 0,621 км².
Код КОАТУУ: 7422080904. Почтовый индекс: 17003. Телефонный код: +380 4646.

## Власть
Орган местного самоуправления — Берлозовский сельский совет. Почтовый адрес: 17000, Черниговская обл., Козелецкий р-н, с. Берлозы, ул. Каштановая, 3.